# 馬里內特縣 (威斯康辛州)
馬里內特縣（英語：Marinette County）是位於美国威斯康辛州東北部的一個縣，東臨綠灣，東北鄰密西根州。面積4,015平方公里。根據2020年美國人口普查估計，共有人口43,384人。縣治馬里內特。該縣成立於1879年2月27日，縣政府成立於1848年；縣名來自縣城，其名字來自一名梅諾米尼族酋長的女兒的小名。